# Луций Эмилий Барбула
Луций Эмилий Барбула (лат. Lucius Aemilius Barbula) — консул 281 года до н. э.
За год до консульства Луция Эмилия начался конфликт между Римом и Тарентом. Когда тарентинцы грубо обошлись с римскими послами, сенат приказал Луцию Эмилию, тогда воевавшему с самнитами, двинуть на Тарент свою армию. Ему даны были указания ещё раз предложить мир, в случае отказа — объявить войну. Тарентинцы отвергли мир. Будучи не в силах противостоять Риму, они пригласили вести войну царя Пирра Эпирского. Барбула, узнав об этом, начал войну, разбив тарентинцев на открытой местности и взяв несколько городов.
Как только эпирский военачальник Милон с частью армии царя высадился в Италии, он выступил против Барбулы и атаковал его войско, двигавшееся по узкой дороге вдоль берега моря. С одной стороны дороги были горы, с другой — стоявший на якоре тарентинский флот, стрелявший по римлянам из скорпионов. Тогда Луций Эмилий прикрыл фланг своего войска пленными тарентинцами и этим заставил врага прекратить огонь, после чего вывел армию из-под удара.
По окончании консульских полномочий Барбула продолжил боевые действия в Южной Италии в ранге проконсула. За победы над тарентинцами, самнитами и саллентинцами он был удостоен триумфа.